# 24605 Tsykalyuk
24605 Tsykalyuk eller 1975 VZ8 är en asteroid i huvudbältet som upptäcktes den 8 november 1975 av den rysk-sovjetiske astronomen Nikolaj Tjernych vid Krims astrofysiska observatorium på Krim. Den har fått sitt namn efter Sergej Alekseevich Tsykalyuk.
Asteroiden har en diameter på ungefär 6 kilometer.